# 엑스크로스
엑스크로스(XCROSS)은 GF엔터테인먼트소속 대한민국의 2인조 남성그룹이다. 리더 성효람과 막내 제이 건으로 구성된 남성듀오다.

## 구성원
- 성효람 - 보컬
- 제이 건 - 보컬

## 음반

### EP
- 2010년 6월 8일 《Storm》
- 2010년 10월 6일 《Hold U 2Night》
- 2011년 8월 4일 《Let's Get Crazy!》
- 2011년 11월 2일 《Mini Me》
- 2012년 3월 20일 《2 Man Show Part.1 '심장이 뛰는 소리'》